# 陰兒房
是一部2010年美國恐怖電影，導演為溫子仁，編劇為雷·沃納爾。由派翠克·威爾森、蘿絲·拜恩以及 芭芭拉·赫尔希主演。故事主軸為一對夫妻的兒子突然地陷入昏迷，之後了解是靈魂陷入幽界。電影於2011年4月1日上映，並且是FilmDistrict電影公司的首部上映作品。續集《陰兒房第2章：陰魂守舍》於2013年9月13日上映，也是由溫子仁導演。

## 剧情
已婚夫妇賈許·蘭伯特和芮妮·蘭伯特最近带着他们的儿子道爾頓和佛斯特以及幼女卡利搬进了新家。一天晚上，道尔顿偷偷溜进阁楼，在那里他遇到了一个神秘的形体。第二天，他莫名其妙地陷入了昏迷。
三个月后，由于医院没有任何结果，芮妮和賈許把道尔顿带回了家。这家人开始经历可怕的超自然事件，包括奇怪的声音和家里的安全警报器反复响起。佛斯特还声称他看到昏迷的道尔顿在房子里走来走去，芮妮还在道尔顿的床上发现一个血手印。后来，芮妮开始看到一个恶魔般的长发鬼魂，试图攻击她。芮妮认为房子里有鬼，兰伯特夫妇决定搬家。
然而，在他们的新家，超自然的活动仍在继续，芮妮看到了一个身着旧时服装的小孩的鬼魂。賈許的母亲羅琳来到这里，解释说她做了一个噩梦，梦见道尔顿的卧室里有一个红脸的邪靈。她后来看到賈許身后有同一个邪靈，道尔顿的卧室被看不见的力量洗劫。羅琳打电话给灵媒愛麗絲·利尼爾和她的超自然调查员斯佩克斯和塔克。在道尔顿的卧室里，愛麗絲看到了红脸邪靈的幻象。
愛麗絲解释说，道尔顿并没有昏迷；他生来就有魂灵投射意识的能力，并且在睡觉时一直不知不觉地这样做，认为自己只是在做梦。这一次，他走得太远了，被抓到了一个叫“陰深處”的炼狱空间，那是死者受折磨的鬼魂居住的地方。由于没有意识，他的身体处于昏迷状态，但这些鬼魂渴望占有他的身体，以便能够重新进入现实世界。賈許指责愛麗絲是个骗子，把她赶了出去，但后来在道尔顿的房间里发现的画似乎证实了愛麗絲的理论。
賈許把愛麗絲和她的团队带了回来。在一次通灵失败后，愛麗絲解释说她认识羅琳已经有几十年了，而且在賈許还是个孩子的时候，她曾经帮助过他。賈許也拥有魂灵投射的能力，但多年前遇到了一个想附身的邪恶老妇，在愛麗絲的帮助下打败了女鬼，最后压制了这段记忆。拯救道尔顿的唯一方法是让賈許进入“陰深處”。
愛麗絲让賈許进入催眠状态，使他能够将自己投射到“陰深處”。他找到了通往道尔顿的路，沿途遇到了多个危险和恐怖的鬼魂。他释放了儿子，但两人被红脸邪靈追赶攻击，而“陰深處”的鬼魂入侵现实世界，恐吓芮妮、愛麗絲和其他人。賈許遇到了小时候折磨他的女鬼。他尝试克服自己的恐惧，她似乎退缩了。賈許和道尔顿在现实世界醒来，入侵的鬼魂消失了。
全家都在庆祝胜利，但愛麗絲感觉到賈許有些不对劲。当她给他拍照时，他变得很生气，掐死了她。芮妮发现了愛麗絲的尸体，看到了她拍的照片。照片显示，賈許现在被他童年时的那个女鬼附身，当他在“陰深處”与她对峙时，她溜进了他的身体。賈許出现在芮妮身后，她发出惊恐的喘息，电影结束。

## 演員
- 派翠克‧威爾森 飾演 賈許·蘭伯特(Josh Lambert)
- Josh Feldman 飾演 小賈許(young Josh)
- 蘿絲·拜恩 飾演 芮妮·蘭伯特(Renai Lambert)
- 琳·雪伊 飾演 愛麗絲·利尼爾(Elise Rainier)
- 泰·辛普金斯 飾演 道爾頓·蘭伯特（Dalton Lambert）
- 芭芭拉·赫尔希 飾演 羅琳·蘭伯特（Lorraine Lambert）
- 雷·沃納爾 飾演 Specs
- 安格斯·桑普森 飾演 Tucker
- 安德鲁·阿斯特 飾演 佛斯特·蘭伯特（Foster Lambert）
- Heather Tocquigny 飾演 Nurse Kelly
- Corbett Tuck 飾演 Nurse Adele
- Ruben Pla 飾演 Dr. Sercarz
- John Henry Binder 飾演 Father Martin

### 鬼魂演員
- 約瑟夫·畢夏拉 飾演 口紅臉惡魔(the Lipstick-Face Demon)
- J. LaRose 飾演 the Long Haired Fiend
- Philip Friedman 飾演 老女人(the Old Woman)
- Kelly Devoto 與 Corbett Tuck 飾演 娃娃女孩(Doll girls)
- Lary Crews 飾演 the Whistling Ghost Dad
- Jose Prendes 飾演 Top Hat Guy
- Caslin Rose 飾演 the Ghoul / Contortionist (uncredited)

## 製作過程

### 拍攝
本部電影主要部分大約在2010年4月底到5月中花費三星期，在洛杉磯的歷史古城Herald Examiner Building當中拍攝。 被問及如此短的拍攝時間，演員派翠克‧威爾森解釋：「我們一天得拍攝相當長的時間，以及相當多頁數，而且我們沒太多時間重拍或練習。但幸運地，好處是這並不是一個大成本的電影--通常都是這樣的理由--所以如果製片覺得『好，我們浪費太多在螢幕上』而我也覺得他們沒有，這讓他們可以徹底控制電影。所以我們拍得很順利。」

### 配樂
本電影的配樂由 Joseph Bishara 作曲，他本人也出現於電影中飾演惡魔。 他出現時彈奏鋼琴，雖然大部分是即興彈奏並事後編輯時加入配樂，然而拍攝前即預先錄製部分配樂。 溫子仁導演解釋本部電影的配樂方式，「我們想要很多恐怖的情節可以相當寂靜。但是，我想要的配樂可以讓你置身於相當吵鬧的邊緣，有點像是嘶啞的小提琴聲，混合一些很奇怪的鋼琴彈奏，然後突然都安靜下來。你就會像是『那裡發生什麼事？』的感覺」
獨家的數位原聲帶於2011年10月11日由 Void Recordings 唱片發行。 內容收錄電影當中出現的配樂：
- "Tiptoe Through the Tulips" by Tiny Tim (1968)
- "Nuvole Bianche" by Ludovico Einaudi (2004)
- "Black Angels" by George Crumb (1971)

## 發行

### 行銷
宣傳短片首次於2010年9月14日上映。 之後是12月，由IM Global製作公司發行電影照片以及販賣電影海報。 2011年1月22日，FilmDistrict電影公司發布首波電影預告片。 不到一個月後，電影預告片由Blastr頻道上發布。

### 影院發行
本電影於2010年9月14日在多倫多國際電影節全球首映。該電影於電影節上映後不到12小時，便由Sony Pictures Worldwide Acquisitions訂購發行。 2010年9月29日，消息宣布該電影將於2011年4月1日上映。 本電影之後於2011年3月中在西南偏南電影節上映。

### 重新上映
在本電影續集陰兒房2上映時，某些戲院將以一二集連續上映的形式放映。

### 家庭媒體
Sony Pictures Home Entertainment於2011年7月12日發行本電影的DVD以及藍光光碟。 藍光光碟特別收錄三段刪減片段Horror 101: The Exclusive Seminar, On Set With Insidious以及 Insidious Entities.家庭媒體發布當日，Sony電影以及Fangoria於洛杉磯舉行免費電影招待會，以及邀請溫子仁導演與編劇 Leigh Whannell 在現場接受觀眾提問。

## 評論

### 票房
本電影首周便獲得 $13,271,464 美金票房，排名第三，僅次於開運兔(Hop)以及啟動原始碼(Source Code)。最終總票房為$54,009,150美金(美國國內)以及$43,000,000美元(國外)，合計為全球$1.31亿美金。 本部電影為2011年最賺錢電影。

## 續集
本電影續集《陰兒房第2章：陰魂守舍》於2013年9月13日上映，也是由溫子仁導演。於2013年9月13日上映。2011年11月時，報導指出Sony電影已經簽下第二集。
《陰兒房第3章：從靈開始》已於2015年6月5日在美國上映。《陰兒房3》是《陰兒房系列》的前傳。

## 外部連結
- 互联网电影数据库（IMDb）上《Insidious》的资料（英文）
- Box Office Mojo上《Insidious》的資料（英文）
- 爛番茄上《Insidious》的資料（英文）
- Metacritic上《Insidious》的資料（英文）
- AllMovie上《Insidious: Chapter 2》的资料（英文）
- 豆瓣电影上《陰兒房》的資料 （简体中文）